# GNU查找工具组
GNU查找工具组，或findutils是一个GNU软件包，它提供了基本文件搜索工具，来搜索GNU和类Unix的系统中的目录。它包含了find、locate、updatedb和xargs工具的实现。然而，在各种Linux发行版的最新版本中，locate和updatedb已经被剥离到一个单独的包中。

## findutils包含软件
- find - 在目录层次结构中搜索文件
- locate - 列出数据库中匹配模式的文件
- updatedb - 更新文件名数据库
- xargs - 从标准输入构建并执行命令